# Association de malfaiteurs
Association de malfaiteurs es una película de comedia francesa de 1987 dirigida por Claude Zidi.

## Trama
Thierry, Gérard, Francis y Daniel, amigos y antiguos compañeros de HEC Paris, asisten a una velada organizada por la escuela. Gérard y Thierry son socios comerciales acusados de robar una caja fuerte a un magnate rico en esta comedia de situación. Una broma resulta contraproducente cuando los dos hacen creer a su colega Daniel que ha ganado la lotería. El dueño de la caja fuerte llama a la policía, que persigue al dúo intrigante. Los dos roban la caja fuerte por segunda vez para cubrir la pérdida del dinero sustraído en el primer robo. Monique es la sensual comisaria de policía y ex amor de la víctima del robo que investiga el extraño caso.

## Producción
- François Cluzet como Thierry
- Christophe Malavoy como Gerard
- Véronique Genest como Monique Lemercier
- Jean-Claude Leguay como Daniel
- Jean-Pierre Bisson como Bernard Hassler
- Claire Nebout como Claire
- Gérard Lecaillon como Francisco